# Giulio Cesare Castello
Giulio Cesare Castello (Genova, 11 agosto 1921 – Roma, 4 luglio 2003) è stato un giornalista, critico cinematografico e teatrale, nonché traduttore, saggista e attore italiano.

## Biografia
Iniziò come critico teatrale sulla rivista Sipario, e in seguito fu collaboratore della rivista Cinema della nuova serie sin dal 1948. Ne diventò il critico cinematografico e principale curatore quando Guido Aristarco nel 1952 fondò il periodico Cinema Nuovo, mantenendo l'incarico fino alla chiusura della rivista nel 1956. In seguito collaborò con diverse altre riviste, tra le quali Bianco e Nero.
Saggista (fu autore tra l'altro di due monografie dedicate ad Erich von Stroheim nel 1959 e Luchino Visconti nel 1961) e documentarista (nel 1955 diresse il cortometraggio Il museo delle voci, con Titina De Filippo) fu traduttore italiano di diversi drammi, tra i quali quello di Jean Anouilh Leocadia, che ebbe trasposizioni teatrali (nel 1954, dove curò la messa in scena), televisive (diretto da Mario Ferrero nel 1958) e radiofoniche (diretto da Andrea Camilleri nel 1962). Fu collaboratore dell' Enciclopedia dello spettacolo e fece parte dell'Associazione italiana per le ricerche di storia del cinema. Nel 1961 fu tra i membri della giuria della 22ª Mostra internazionale d'arte cinematografica di Venezia e nel 1978 fu l'ideatore del programma radiofonico Il fascino discreto della parola, andato in onda su Rai Radio 2 e condotto dall'attore Nino Dal Fabbro. Fu anche attore occasionale in quattro film tra il 1968 e il 1976, diretto da Bernardo Bertolucci, Alberto Sordi e Mauro Severino.
Nel 1997 il suo fondo archivistico, comprendente oltre 9.500 volumi, 3.500 riviste e migliaia di dischi in vinile, venne donato da lui stesso e dai suoi eredi (Bice e Oscar Castello) alla Biblioteca intitolata a Lino Micciché dell'Università degli Studi di Roma Tre. Muore a Roma nel luglio 2003, a 82 anni.
Nel 2009 viene istituita una Fondazione a loro intitolata che, in collaborazione con il Roma Tre Film Festival, ideato da Vito Zagarrio, dal 2016 assegna un premio a lui dedicato per la migliore tesi di laurea magistrale sul cinema.

## Filmografia

### Documentarista
- Il museo delle voci (1955)

### Attore
- Partner, regia di Bernardo Bertolucci (1968)
- Agonia, episodio di Amore e rabbia, regia di Bernardo Bertolucci (1969)
- Il comune senso del pudore, quarto episodio, regia di Alberto Sordi (1976)
- Tutti possono arricchire tranne i poveri, regia di Mauro Severino (1976)

## Saggi
- Il cinema neorealistico italiano, Torino, Edizioni Radio Italiana, 1956, ISBN non esistente.
- Il divismo - mitologia del cinema, Torino, Edizioni Radio Italiana, 1957, ISBN non esistente.

## Traduzioni
- La calunnia (The Children's Hour) di Lillian Hellman (1950)
- Gli innocenti di William Archibald ed Henry James (1951)
- Dio lo sapeva di Armand Salacrou (1951)
- Leocadia di Jean Anouilh (1953)
- L'ultima stanza (The Living Room) di Graham Greene (1957)